# Strombosiopsis nana
Strombosiopsis nana är en tvåhjärtbladig växtart som beskrevs av Franciscus Jozef Breteler. Strombosiopsis nana ingår i släktet Strombosiopsis och familjen Strombosiaceae. Inga underarter finns listade i Catalogue of Life.